# فاندا سولاوسية
فاندا سولاوسية (الاسم العلمي:Vanda celebica) هي نوع من النباتات تتبع جنس الفاندا من الفصيلة السحلبية.